# Galijum arsenid
Galijum arsenid (GaAs) je jedinjenje elementa galijuma i arsenika. On je III/V poluprovodnik, i koristi se u proizvodnji uređaja kao što su integrisana kola mikrotalasne frekvencije, monolitna mikrotalasna integrisana kola, infracrvena svetlećih dioda, laserskih dioda, solarnih ćelija i optičkih prozora.

## Priprema i hemija
U ovom jedinjenju, galijum ima +3 oksidaciono stanje. Galijum arsenid se može pripremiti direktnom reakcijom iz elementa, što se koristi u brojnim industrijskim procesesima:
- Kristalni rast koristeći peći horizontalne zone u Bridgman-Stokbargerovoj tehnici.
- Likvidno enkapsulirani rast se koristi za proizvodnju kristala visoke čistoće.

Alternativne metode za produkciju filmova od GaAs su:
- reakcija gasovitog galijuma i arsenik trihlorida:

- reakcija trimetilgalijuma i arsina:

- Galijum i arsenik:

 ili 

## Spoljašnje veze
- Jedno-kristalni tanki film
- Toksičnost arsenika Архивирано на веб-сајту  (8. мај 2020)